# Rödbröstad dvärgspett
Rödbröstad dvärgspett (Picumnus rufiventris) är en fågel i familjen hackspettar inom ordningen hackspettartade fåglar.

## Utseende
Rödbröstad dvärgspett är större än andra arter i släkten, dock fortfarande en mycket liten hackspett, med längre näbb. Undersidan är orange och ovansidan är olivgrön. Hjässan och pannan är fläckad i svartvitt. 

## Utbredning och systematik
Rödbröstad dvärgspett delas in i tre underarter:
- Picumnus rufiventris rufiventris – förekommer i östra Colombia till östra Ecuador, nordöstra Peru och västra Amazonområdet i Brasilien
- Picumnus rufiventris grandis – förekommer i östra Peru (Huánuco och Junín) och intill västra Amazonområdet i Brasilien
- Picumnus rufiventris brunneifrons – förekommer i norra Bolivia (Pando, Beni och Cochabamba)

## Levnadssätt
Rödbröstad dvärgspett hittas i tät ungskog med inslag av bambu och snåriga klängväxter utmed floder. Den födosöker enstaka eller i par i skogens nedre och mellersta skikt, ibland som en del av kringvandrande artblandade flockar.

## Status och hot
Arten har ett stort utbredningsområde, men tros minska i antal, dock inte tillräckligt kraftigt för att den ska betraktas som hotad. Internationella naturvårdsunionen IUCN listar arten som livskraftig (LC).